# Kinbergonuphis investigatoris
Kinbergonuphis investigatoris är en ringmaskart som först beskrevs av Fauvel 1932.  Kinbergonuphis investigatoris ingår i släktet Kinbergonuphis och familjen Onuphidae. Inga underarter finns listade i Catalogue of Life.